# Chad McQueen
Chad McQueen, właściwie Chadwick Steven McQueen (ur. 28 grudnia 1960 w Los Angeles, zm. 11 września 2024 w Palm Desert) – amerykański aktor filmowy i telewizyjny, producent, praktyk sztuk walki, kierowca rajdowy, znany między innymi z roli Dutcha w filmach Karate Kid i Karate Kid II. Był synem Steve'a McQueena i Neile Adams, a także młodszym bratem zmarłej w 1998 roku Terry McQueen. Jego syn, Steven R. McQueen, również został aktorem.

## Wybrana filmografia
- 1978: Skateboard
- 1983: Hadley’s Rebellion – Rick Stanton
- 1984: Karate Kid – Dutch
- 1985: Gorączka hazardu (Fever Pitch) – więzień
- 1986: Karate Kid II – Dutch
- 1987: Nocny oddział (Nightforce) – Henry
- 1990: Oddział Specjalny (Martial Law) – Sean Thompson
- 1992: Pierścień śmierci (Death Ring) – „Skylord” Harris
- 1993: Ognisty ring (Firepower) – Braniff
- 1993: Gliniarz z Nowego Jorku (New York Undercover Cop) – Hawk
- 1996: Czerwona linia (Red Line) – Jim
- 1996: Zapach pieniędzy (Squanderers) – John
- 1997: Niebezpieczna piękność (Crowned and Dangerous, TV) – Dean
- 1997: Na szlaku zbrodni (Papertrail) – William Frost
- 1998: Operacja Krogulec (Surface to Air) – porucznik Dylan „Raven” Massin
- 2001: The Fall – Manny Carlotti